# Овчарня (Красницький повіт)
Овчарня (пол. Owczarnia) — село в Польщі, у гміні Тшидник-Дужий Красницького повіту Люблінського воєводства.
Населення — 79 осіб (2011).
У 1975-1998 роках село належало до Тарнобжезького воєводства.

## Демографія
Демографічна структура станом на 31 березня 2011 року:
|          | Загалом | Допрацездатний вік | Працездатний вік | Постпрацездатний вік |
| -------- | ------- | ------------------ | ---------------- | -------------------- |
| Чоловіки | 38      | 6                  | 28               | 4                    |
| Жінки    | 41      | 6                  | 20               | 15                   |
| Разом    | 79      | 12                 | 48               | 19                   |